# Prosecký rybník
Prosecký rybník také Prosecký rybníček je malý rybník v Praze ve svahu mezi Vysočany a Prosekem, v katastru Prosek v městském obvodu Praha 9. Nachází se nad usedlostí Flajšnerka a bývalou usedlostí Jetelka pod Vysočanskou ulicí u ulice Nad Jetelkou. Má rozlohu 666 m².

## Okolí
U rybníčku se nachází zastávka naučné stezky. Kolem jeho celého obvodu vedlo zábradlí, které bylo v roce 2010 odstraněno. Na jihovýchodní straně roste mohutná vrba. Druhá, která rostla vedle ní, byla v roce 2010 pokácena.

## Vodní režim
Podzemní pramen, který napájí rybníček je velmi slabý. Ze severozápadu do něj vtékají dvě výpustě ze zastřešených studánek. V zimě zamrzá. Odtok je veden pod zemí do Proseckého potoka, který je přítokem Rokytky.

## Historie
V minulosti sloužil jako zásobárna vody pro Prosek, který je chudý na podzemní vodu. Voda byla dopravovaná na hřbetech oslů.